# اندا، بهول
اندا، بهول (به لاتین: Anda, Bohol) یک سکونتگاه مسکونی در فیلیپین است که در بهل (فیلیپین) واقع شده‌است.

## خصوصیات
اندا ۶۱٫۱۰ کیلومترمربع مساحت و ۱۶٬۹۰۹ نفر جمعیت دارد.